# خروووویتسه
خروووویتسه (به لهستانی:  Chrołowice) یک روستا در لهستان است که در گمینا دروخیچن واقع شده‌است.